# 意大利教育
意大利的教育在6至16歲屬於義務教育階段。義大利的教育被劃分為五個主要階段：幼稚園(scuola dell'infanzia)、小學(scuola primaria 或 scuola elementare)、初級中學(scuola secondaria di primo grado 或 scuola media inferiore)、高級中學(scuola secondaria di secondo grado 或 scuola media superiore)和大學(università)。義大利的公立學校和私立學校系統都很發達。
義大利的公共教育是免費的，義務教育則從6歲持續到16歲。意大利的小學教育為5年，中學教育則為8年，並分為第一階段（初級中學）和第二階段（高級中學） 。義大利擁有高水準的公共教育，超過了其他一樣發達的國家，例如英國及德國。義大利也擁有公共及私人的教育系統。義大利私立學校佔總體的比例在歐洲並不算高：私立幼兒學校占同類學校總數的一半；私立小學佔小學總數的9%；私立初中佔10%，非國立各類高中佔近30%。
義大利的小學、 初中和高中均為九月開學。採兩學期制，在每年二月和九月開始新學期，大學則為十月開學。六歲開始可進五年制的小學。全國約有六成之幼稚園、九成之中小學、八成之高中及九成以上之大學屬公立學校，學費低廉，家長的經濟負擔極微。即使外國籍的學生雖較義大利學生需多付學費，每年之學費大約僅需日幣12萬圓等值以下而已。
據美國國家科學指標（1981年-2002年）顯示，義大利的科學論文（至少有一位作者是來自義大利）、太空科學（占世界總論文量9.75%）、數學（佔世界總論文的5.51％） 計算機科學、神經科學與物理的產出量都高於世界平均;最低則是社會科學、心理學、精神病學、經濟學與商業論文的產出，不過仍略高於世界平均。
義大利和西方世界最古老的大學是波隆納大學。根據2009年泰晤士高等教育-QS世界大學排名的報導，波隆納大學是唯一一所名列世界大學前200大的義大利大學。帕多瓦大學也仍然是歐洲最古老的大學之一，該校成立於1222年。

## 歷史
1859年，撒丁尼亞王國對奧地利的戰爭獲勝後，首相加富爾開始設立學校，制定《卡沙逖法》，為各級教育制度奠定了基礎。根據此法，國家有責任讓人民接受教育，因此初等教育即為國民教育，主要教育目標在於減低文盲的人數。依據此法由城鎮負責辦初等教育，地區（counties）辦理中等教育，高等教育則由國家中央辦理。雖然法令如此規定，但鄉下或郊區兒童接受教育之比率仍很低。
1923年，法西斯黨領導人墨索里尼曾經做過一次重大教育改革，即秦梯利教育改革。秦梯利是一個新理想主義的哲學家，在墨索里尼時代他出任教育部長時，曾為了要配合替法西斯主義培育青年軍的要求，而在教育制度上做一次相當大的改革。其改革內容主要將義務教育提高到14 歲。當時小學 5 年級之後可選擇初級中學（scuole medie），選擇此路線者可以升學到高級中學（licei）。也可以選擇其他的職業學校（avviamento al lavoro）， 此種學校係短期培育低層之工作人員的教育機構。義大利的普通高級中學稱古典高中（Liceo Classico），Liceo這個名詞與學制雖稱係秦梯利所創的，但當時秦梯利似乎有參照拿破崙的作法而做教育改革，惟將義務教育延長到14 歲，此一措施卻比法國提早8年實施 。
從1999年起，義大利開始對高等教育進行改革。此次改革係參考索爾邦宣言及波洛尼亞宣言，通過協調不同歐洲國家的教育體系，推動歐洲高等教育區的形成。改革的主要目標之一是：按照索爾邦宣言和波洛尼亞宣言的規定，使義大利教育系統與歐洲兩個層次的大學模式接軌。這種模式被看成達到歐洲高等教育區的目標的工具，也就是協調歐洲學位，促進學生的國際交流，便利勞動力的自由流動，方便學位的國際承認。

## 初等教育

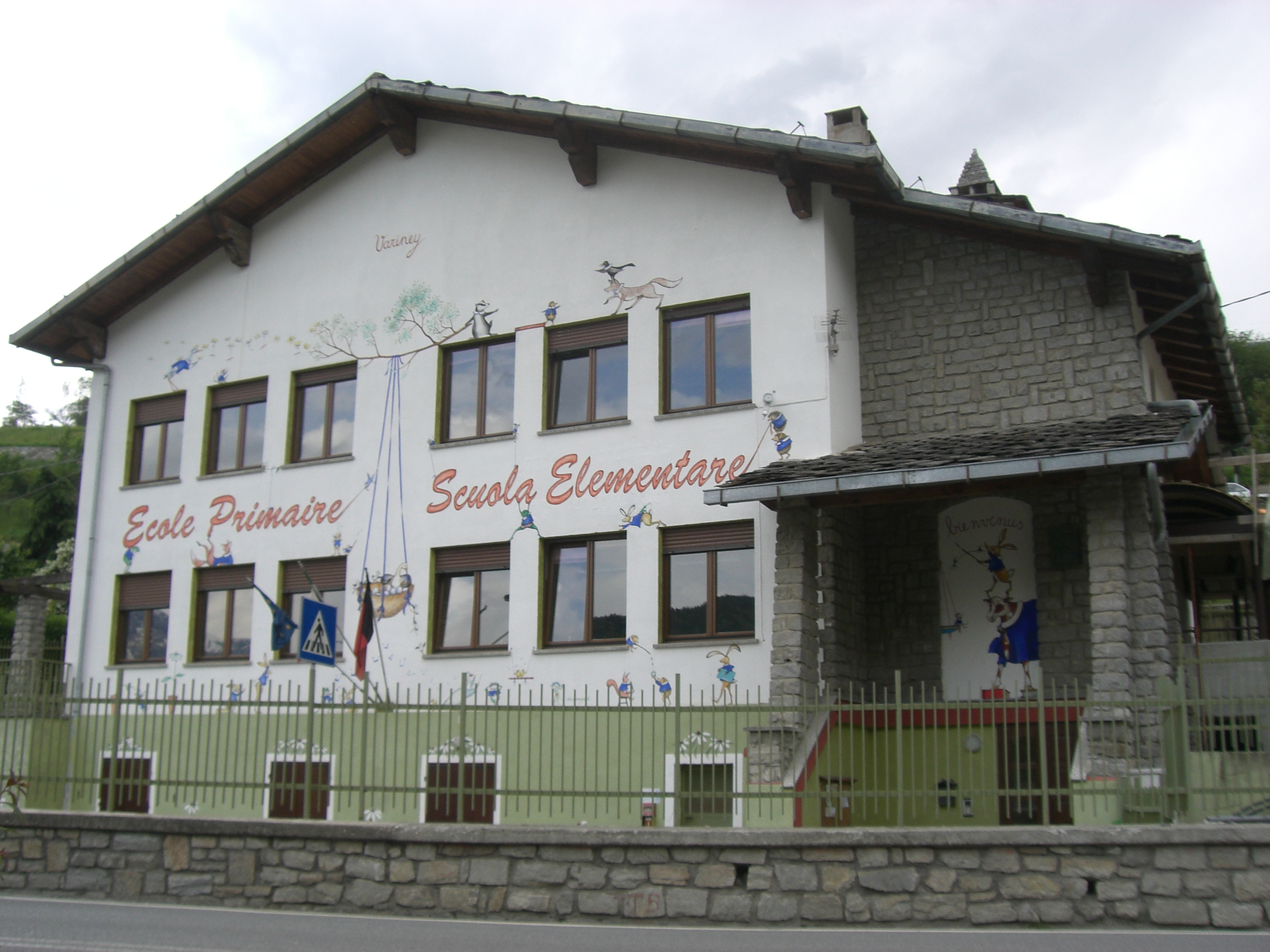
一間位於瓦莱达奥斯塔的小學，校名同時標註義大利文和法文

Scuola primaria(小學)，有時也被稱為scuola elementare，一共有五個年級。在初中以前，每一位學童所需要學習的課綱是相同的，除非他們選擇就讀私立學校。在小學，學生會學習義大利語、英文、數學、自然科學、歷史、地理、社會科學、體育、音樂和美術等科目。
傳統義大利小學教育採包班制，由一個班導師負責所有課程。1990 年代起，小學教育有新的改革，開始實施教師群制，小學的教學型態 改變為以不同能力或專業背景之教師群為教學團隊，不設班導師，不同的教師 負責一門或兩門學科，共同為一個年級或不同年級的學生服務。第 59 號法針對區域及地方學校機構對於政府管理的功能與作業方式有所爭議 而做了很大的改變。首先是開放學校自主化：此法介紹了每所學校的教育或培訓計畫（Piano dell' Offerta Formativa，由學校教師會與學校委員會會議中討論通過即可施行。每所學校都可在課程與行事曆規劃上擁有自主性，在上課時數、天數上只要符合政府規定，則學期開始與結束的時間可以較有彈性，如在9月1日至30日之間決定開學日期，學期結束在12月1日至30日內，學校可依地區需 要或民俗狀況自由調整，唯須考量一般時數與組織架構之規定。
在2004年以前，小學畢業生在升入初中之前需要通過考試，考試內容包括義大利與短文寫作、數學和一些基本科目。在2004年以後，學生不須考試即可升上初中。

## 中等教育
義大利共八年的中等教育分為兩個階段：初中和高中。初中有三個年級，高中有五個年級。在畢業前夕，學生各需要考一場稱為「畢業考」的標準化成績評量。這個考試的成績對於繼續升學至關重要。高中畢業所要考的畢業考試，常在六至七月舉辦。
由於歷史原因，存在三種類型的高中。目前，意大利大多數的高中在核心科目的教學內容都是相同的（如文法、歷史和數學）。當然，每個學校還是有自由選擇開設選修課程的權力。
- 普通高中，學術課程學習較為廣泛與紮實，為升大學做準備。可分幾類型：
  - Liceo classico（古典学院）- 致力于人文研究 ，以历史、哲学为主。
  - Liceo scientifico（科学学院）- 致力于科学研究 ，包括数学、物理、化学、生物学、地球科学、计算机科学。
  - Liceo linguistico（语言学院）- 以学习外语為主。
  - Liceo artistico（艺术学院）- 主力学习艺术，如绘画、雕塑、装饰、图形、设计、建筑等等。
  - Liceo delle scienze umane（社會科学学院） - 重点放在社会研究。
  - Liceo musicale e coreutico（音乐和舞蹈学院）- 教授音乐、舞蹈。
- 技術學校，通常以工科、商科為主，並附設就業實習期。可分兩類：
  - Istituto tecnico economico（经济研究所）- 以商科為主，包括经济、会计、法律、管理和市场营销；
  - Istituto tecnico tecnologico（技术研究所）- 以产业实务为主，有信息产业、电子、化学、材料、生物技术、建筑、工程、时装、物流、农业等；
- 專業學校（義大利語：Istituto professionale），有些是三年制，旨在促进学生直接进入劳动力市场（工程、农业、餐飲、技术支援、手工艺）。

## 高等教育
義大利有著許多全世界最老的大學，例如波隆納大學(1088年成立)、帕多瓦大學(1222年成立)。許多世界偉人皆曾畢業於或任教於義大利的大學，如伽利略曾經在比薩大學學習醫學、帕多瓦大學執教；但丁曾在帕多瓦大學就讀。
大學不僅是高等教育中心，也是義大利科學研究的重要力量。大學中在職教師近六萬人。其中有教授1.1萬，副教授2.2萬人，研究人員1.5萬人，助教約3000人。義大利全國現有大學88所，其中國立大學54所，私立大學13所，專科學校11所，共有329個系，772個專業。
此外，義大利的高等教育分為三個階段:

### 階段一
為大學三年，共需修 180 個歐洲學分。

### 階段二
- 五年制學術素養專門課程學術素養專門課程（義大利語：Corso di Laurea Magistrale），大學後二年，至少修完 120 學分
- 五年制專業課程階段一（Corso di Specializzazione di 1，CS1），大學後至少讀二年，再修 120 至 180 學分
- 大學-碩士課程階段一（Corso di Master Universitario 1，CMU1）。大學後至少修業一 年且至少需再修 60 個歐洲學分。

### 階段三
為 3 至 5 年的博士研究課程，此課程係大學專業課程修業五年取得文憑後，再繼續進修，至少修業 3 年才能修得博士學位。專業課程階段二 （Corso di Specializzazione di 2，CS2），至少修業 1 至 5 年。如果是一般專業共修滿 300 個學分即可取得大學專業文憑。如果欲讀傳統的學術素養專門課程如建築師、外科醫師則需讀 6 年，醫師則需修業至少 7 年。

## 總結
義務教育在此標示為黃色
| level        | name                                                                              | name                                                                              | duration                                                                                    | certificate awarded                                                            |
| ------------ | --------------------------------------------------------------------------------- | --------------------------------------------------------------------------------- | ------------------------------------------------------------------------------------------- | ------------------------------------------------------------------------------ |
| 學前教育     | Scuola dell'infanzia (托兒所)                                                     | Scuola dell'infanzia (托兒所)                                                     | 3 年                                                                                        |                                                                                |
| 初等教育     | Scuola primaria (小學)                                                            | Scuola primaria (小學)                                                            | 5 年                                                                                        | Licenza di scuola elementare (2004年以前)                                      |
| 初級中等教育 | Scuola secondaria di primo grado (初級中學)                                       | Scuola secondaria di primo grado (初級中學)                                       | 3 年                                                                                        | Diploma di scuola secondaria di primo grado                                    |
| 高級中等教育 | Scuola secondaria di secondo grado (高級中學)                                     | Scuola secondaria di secondo grado (高級中學)                                     | 5 年                                                                                        | Diploma di liceo Diploma di istituto tecnico Diploma di istituto professionale |
| 高級中等教育 | Formazione professionale (職業學校)                                               | Formazione professionale (職業學校)                                               | 3或5年                                                                                      | Qualifica professionale (3 年制), Licenza professionale (5 年制)               |
| 高等教育     | Laurea (本科) Diploma accademico di primo livello                                 | Laurea (本科) Diploma accademico di primo livello                                 | 3 年                                                                                        |                                                                                |
| 高等教育     | Laurea magistrale (碩士) Diploma accademico di secondo livello                    | Laurea magistrale (碩士) Diploma accademico di secondo livello                    | 2 年                                                                                        |                                                                                |
| 高等教育     | Laurea magistrale a ciclo unico (碩士和博士學位)                                  | Laurea magistrale a ciclo unico (碩士和博士學位)                                  | 5 年，僅限於 藥學、醫藥化學、獸醫、法律 、建築、土木工程、文史工作 教育學，尤其是初等教育學 |                                                                                |
| 高等教育     | Laurea magistrale a ciclo unico (碩士和博士學位)                                  | Laurea magistrale a ciclo unico (碩士和博士學位)                                  | 6 年，僅限於 醫學 牙醫                                                                      |                                                                                |
| 高等教育     | Dottorato di ricerca (PhD) Diploma accademico di formazione alla ricerca 哲學博士 | Dottorato di ricerca (PhD) Diploma accademico di formazione alla ricerca 哲學博士 | 3至5年                                                                                      |                                                                                |

## 引用文獻
1. ↑  .   [2017-01-29]. （原始内容存档于2017-01-25）.
2. ↑  http://www.camera.it/parlam/leggi/06296l.htm （页面存档备份，存于） comma 622
3. ↑   (PDF).   [2017-01-29]. （原始内容存档 (PDF)于2011-04-29）.
4. ↑  . Spainexchange.com.   [2009-11-19]. （原始内容存档于2009-11-04）.
5. ↑   (PDF).   [2017-01-29]. （原始内容存档 (PDF)于2011-04-29）.
6. 1 2 3  . www.eol.cn.   [2017-02-01]. （原始内容存档于2018-05-27）.
7. ↑  山下, 史路. . 日本: 每日新聞社. 2003.
8. ↑  Nancy Imelda Schafer, ISI. . In-cites.com.   [2010-01-27]. （原始内容存档于2008年8月29日）.
9. ↑  . Virtual Globetrotting. 2006-10-27  [2009-10-27]. （原始内容存档于2017-07-30）.
10. 1 2 3  林貴美. Gaetanina Villanella.  (PDF). 教育資料集刊. 2015, (40): 1-32  [2017-01-29]. （原始内容存档 (PDF)于2017-02-02）.
11. ↑  . www.parlamento.it.   [2017-01-29]. （原始内容存档于2017-01-13）.
12. ↑  . dizionari.corriere.it.   [2017-02-01]. （原始内容存档于2018-01-10） （意大利语）.
13. ↑  . www.istruzione.it.   [2017-02-01]. （原始内容存档于2016-11-21） （英语）.
14. ↑  . Il Sussidiario.net.   [2017-02-01]. （原始内容存档于2016-06-21）.
15. ↑  Kamp, Norbert. . Treccani.   [28 September 2011]. （原始内容存档于2017-01-26）.
16. ↑  . Università degli Studi di Napoli Federico II.   [28 September 2011]. （原始内容存档于2011年9月28日）.
17. ↑  .   [2017-01-29]. （原始内容存档于2015-11-15）.

## 外部連結
- Information on education in Italy, OECD （页面存档备份，存于） - Contains indicators and information about Italy and how it compares to other OECD and non-OECD countries
- Diagram of Italian education system, OECD （页面存档备份，存于） - Using 1997 ISCED classification of programmes and typical ages. Also in Italian （页面存档备份，存于）